# Дяково
Дяково (болг. Дяково) — село в Болгарии. Находится в Кюстендилской области, входит в общину Дупница. Население составляет 311 человек.

## Политическая ситуация
В местном кметстве Дяково, в состав которого входит Дяково, должность кмета (старосты) исполняет Росица Лазарова Илиева (коалиция в составе 5 партий: Евророма, Земледельческий народный союз (ЗНС), Демократическая партия (ДП), Союз свободной демократии (ССД), ОДС,СДС) по результатам выборов.
Кмет (мэр) общины Дупница — Атанас Александров Янев (независимый) по результатам выборов.